# 北富永村
北富永村（きたとみながむら）は、滋賀県伊香郡にあった村。現在の長浜市の東部、高月地区の北東端、高時川の沿岸にあたる。

## 地理
- 河川：高時川

## 歴史
- 1889年（明治22年）4月1日 - 町村制の施行により、保延寺村・持寺村・尾山村・洞戸村・馬上村・井口村・雨森村の区域をもって発足。
- 1940年（昭和15年）9月1日 - 大字馬上が南富永村に編入。
- 1954年（昭和29年）12月1日 - 南富永村・古保利村と合併し、改めて高月町が発足。同日北富永村廃止。

## 交通

### 鉄道路線
旧村域を北陸本線が通過したが、駅は所在しなかった。